# Turovka
Turovka (německy Turowka) je malá vesnice, část města Horní Cerekev v okrese Pelhřimov. Nachází se asi 4 km na jihozápad od Horní Cerekve. V roce 2009 zde bylo evidováno 24 adres. V roce 2001 zde trvale žilo 33 obyvatel.
Turovka je také název katastrálního území o rozloze 2,42 km2.

## Další fotografie

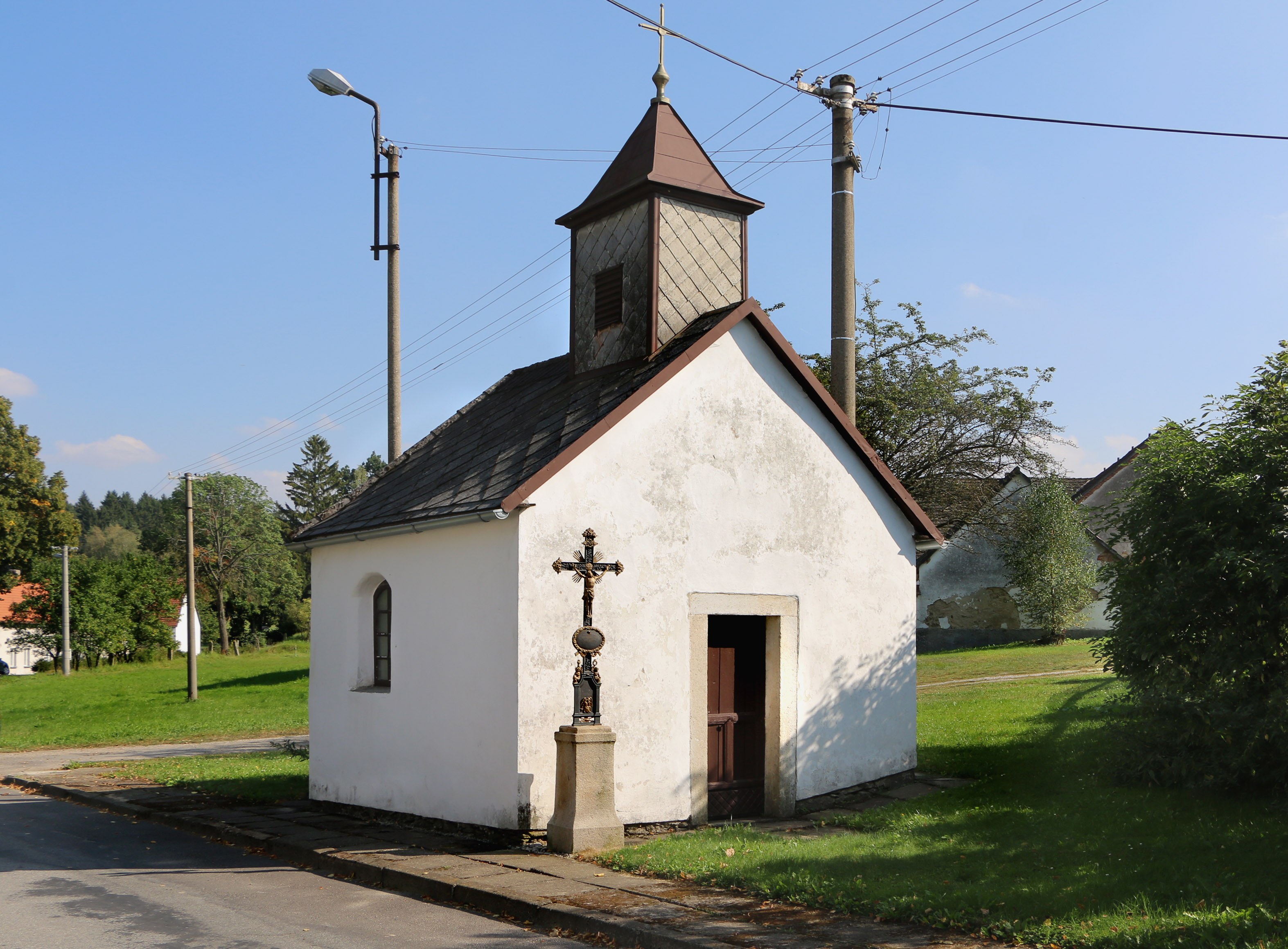
Kaple s křížkem
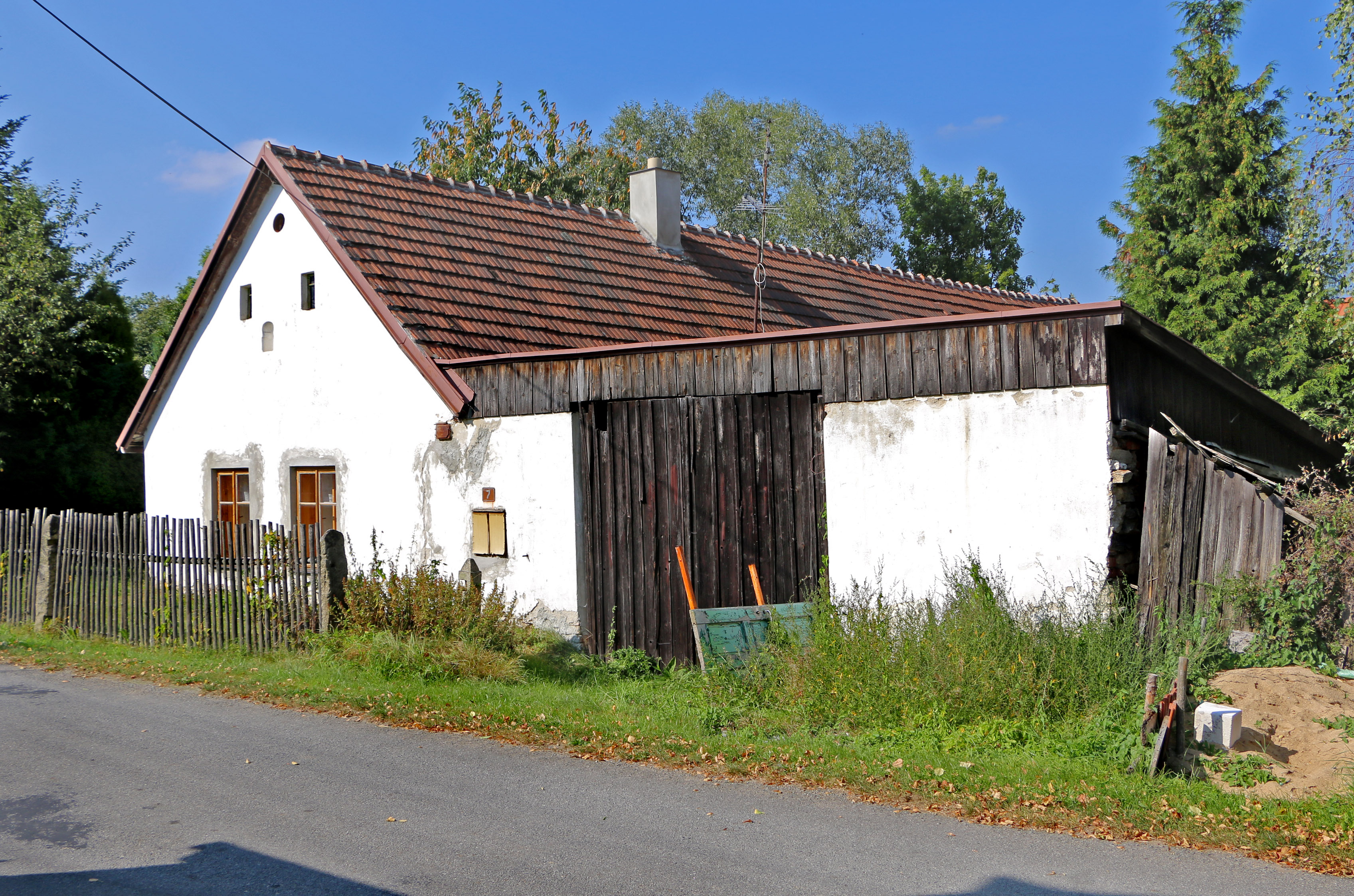
Dům čp. 7
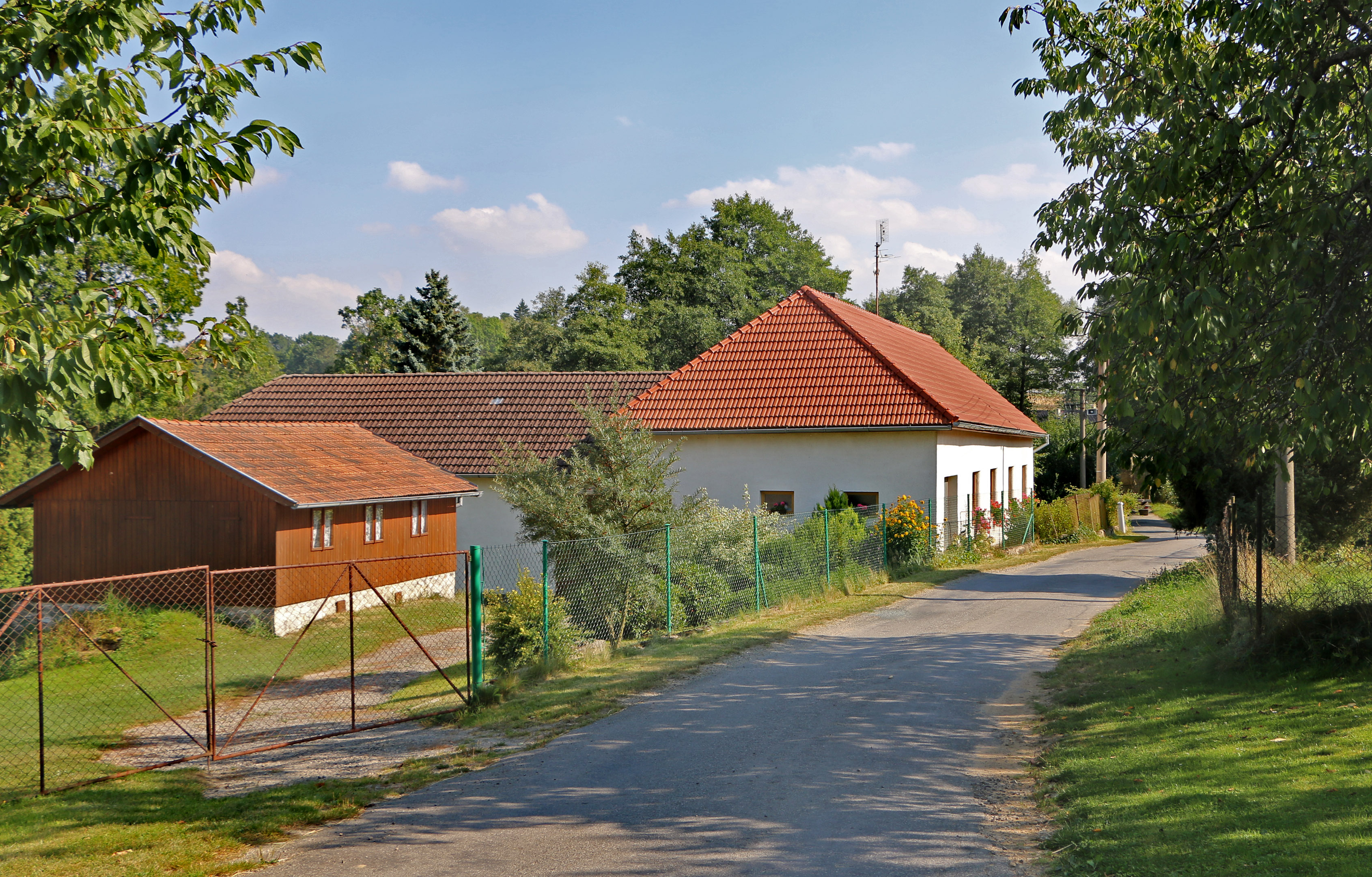
Hlavní silnice